# Johan Christian Severin Danielsen
Johan Christian Severin Danielsen (30. marts 1840 i København – 15. juli 1914 i Aarhus) var gravør.
Han var søn af Johan Danielsen og hustru Dorthe Emilie Larsen, kom i lære hos gravør og medaljør Ph.Chr. Batz ca. 1855; fik tillige i tegneundervisning på Teknisk Skole i København og på Kunstakademiet og privat tegneundervisning hos professor G.F. Hetsch.
Danielsen har skåret stempel til Kunstnerforeningen af 18. november, medaljer og graveret pengesedler for Finlands Bank.
Han er begravet på Assistens Kirkegård.
- Johan Christian Severin Danielsen på Kunstindeks Danmark/Weilbachs Kunstnerleksikon